# Goldstreif-Waldsänger
Der Goldstreif-Waldsänger (Basileuterus belli) ist ein kleiner Singvogel aus der Familie der Waldsänger (Parulidae).

## Merkmale
Goldstreif-Waldsänger erreichen eine Körperlänge von dreizehn Zentimetern und wiegen um die elf Gramm. Die Flügellänge beträgt beim Männchen 5 bis 6 Zentimeter, beim Weibchen 4,8 bis 5,8 Zentimeter. Erwachsene Goldstreif-Waldsänger und Jungvögel ab dem ersten Jahr tragen einen orangeroten Scheitelstreifen, je nach Unterart schwarze Scheitelseitenstreifen und einen breiten gelben Superciliarstreifen, der bis in den Nacken reicht. Die Wangenpartie ist orangerot; das restliche Kopfgefieder gelb. Das Oberseitengefieder ist olivgrün; der Kehl- und Brustbereich gelb und das Unterseitengefieder gelbgrün.

## Verbreitungsgebiet

Verbreitungsgebiet des Goldstreif-Waldsängers

Das Verbreitungsgebiet erstreckt sich von Mexiko über Guatemala bis nach Honduras und El Salvador. Goldstreif-Waldsänger bewohnen feuchte Eichen-, Kiefern- und Nebelwälder in Höhen von 1300 bis 3500 Metern. Die Brutzeit findet zwischen März und Juli statt.

## Unterarten
Es gibt fünf anerkannte Unterarten:
- Basileuterus belli clarus (Ridgway, 1902) – Im Süden von Mexiko
- Basileuterus belli scitulus (Nelson, 1900) – Honduras, Guatemala, El Salvador
- Basileuterus belli subobscurus (Wetmore, 1940) – Honduras,
- Basileuterus belli belli (Giraud Jr, 1841) – Im Osten von Mexiko
- Basileuterus belli bateli (R. T. Moore, 1946) – Im Westen von Mexiko